# アムナット・ルエンロン
アムナット・ルエンロン（Amnat Ruenroeng、1979年12月18日 - ）は、タイ王国チョンブリー県シーラーチャー郡出身の男子プロボクサー。元ムエタイ選手。元IBF世界フライ級王者。長いリーチと接近戦ではクリンチを多用したスタイルを得意とする。

## 来歴
母親に出産した病院で捨てられ、育ての親の養子になる。しかしアフリカ人のような外見から役所がアムナットをタイ人と認めなかったため学校へ通うことが出来なかった。15歳の時に捨てられてから初めて母親に出会い、母親がアムナットを息子であると証明したことで、ようやくアムナットにタイのIDが発行された。
無教養だったアムナットはムエタイで生計を立てるようになりフライ級王者まで成り上がるが、麻薬常用者となったことでジムを追い出されてしまう。

### アマチュア時代
アムナットはボクシングを始める前は強盗と窃盗の常習犯という相当なワルで常に警察からの厄介者として徹底マークされていた。
2004年、無一文となったアムナットは女性を強盗で襲い、警察に自首。裁判で15年の懲役刑に処され、人生で3度目の刑務所生活を送ることになるが、この時に収監先の刑務所の中で暇つぶしのために始めたのがボクシングであった。
2007年、国内選手権のライトフライ級に出場したアムナットは下馬評を覆し優勝を勝ち取る。その後、刑務所の出所にはまだ年数はあったが、日頃の行いの良さと国内選手権の優勝が評価されて特赦を受け、服役期間2年半で釈放された。
2007年、バンコクで行われたキングスカップにライトフライ級(48kg)で出場し、準決勝で2008年の北京オリンピックと2012年のロンドンオリンピックでオリンピック2連覇を果たす鄒市明を破る番狂わせを起こすが、決勝で敗れ準優勝となった。
2007年、アメリカイリノイ州シカゴで行われた第14回AIBA世界ボクシング選手権にライトフライ級(48kg)で出場し、準決勝でハリー・タナモアに敗れ、銅メダルを獲得した。
2008年、バンコクで開催されたキングスカップにライトフライ級(48kg)で出場し、準決勝で井岡一翔に勝利し、優勝を果たした。
2008年、中華人民共和国の北京で開催された北京オリンピックにライトフライ級(48kg)で出場で出場するも準々決勝で敗退した。
2009年、イタリアのミラノで開催された第15回AIBA世界ボクシング選手権にフライ級(51kg)で出場するが準々決勝で敗退した。
2009年、2010年とキングスカップにフライ級(51kg)で出場し連覇を果たした。
2010年、中国広州で開催されたアジア競技大会にライトフライ級(49kg)で出場、準決勝で鄒市明に敗れ、銅メダルを獲得した。
その後プロに転向することを発表した。アマチュア時代の戦績は不明。

### プロ時代
2012年、アムナットはエカラット・チャイチョーッチュアン（Ekkarat Chaichotchuang）が率いるキェックリリーン・プロモーションズと契約を交わした。
2012年5月18日、ナコーンラーチャシーマー県でリノ・ウクルと対戦し、4回30秒TKO勝ちを収め、32歳と遅めのプロデビュー戦を白星で飾った。
2013年2月15日、チョンブリー県でミッチェル・ロドリゲスとIBFアジアフライ級初代王座決定戦をミッチェル・ロドリゲスと行い、12回3-0（2者が118-110、117-111）の判定勝ちを収め王座獲得に成功した。
2013年4月12日、IBFはアムナットをIBF世界フライ級15位にランクインした。
2013年4月19日、ジュリアス・アルコスとIBFパンパシフィックフライ級王座決定戦を行い、12回3-0（3者とも120-108）の判定勝ちを収め王座獲得に成功した。
2013年6月21日、バンコクのバンコク大学トンブリーキャンパスでリッキー・マヌフォーと対戦し、4回TKO勝ちを収めIBFアジア王座の初防衛に成功した。
2013年8月16日、スラートターニー県ウィパーワディー郡で土生卓郎と対戦し、4回1分37秒TKO勝ちを収めIBFアジア王座の2度目の防衛に成功した。
2014年1月22日、IBF世界フライ級王者のモルティ・ムザラネに挑戦する予定だったが、ムザラネがファイトマネーが安いと試合を拒否し、さらにIBF世界フライ級王座を返上したため急遽王座決定戦を行うことが決定した。IBF世界フライ級5位のロッキー・フエンテスとIBF世界フライ級王座決定戦を行い、12回3-0（2者が116-112、117-111）の判定勝ちを収め、タイのボクシング史上最高齢となる34歳での世界王座奪取と、ラタナポン・ソーウォラピン以来の17年振りとなるタイ人のIBF世界王座獲得に成功した。
2014年5月7日、大阪府立体育会館でアマチュア時代に対戦経験のある元世界2階級制覇王者井岡一翔と対戦し、12回2-1（113-114、119-108、115-112）の判定勝ちを収め、初防衛に成功した。同月6日の前日計量では50.7キロ（上限50.8キロ）で１回でパスしていたが、IBFでは当日計量のルールがあり、同月7日の当日計量では上限を400g超えてしまい、大阪市内のホテルの周りを4周走り、約30分後に上限ぎりぎりでクリアするというハプニングがあった。
2014年9月10日、ナコーンラーチャシーマー県の リプタパンロプ・ホール でIBF世界フライ級1位のマックウィリアムズ・アローヨと対戦し、12回2-1（115-114、114-113、113-114）の判定勝ちを収め2度目の防衛に成功した。
2015年3月7日、ザ・ベネチアン・マカオ内コタイ・アリーナでIBF世界フライ級4位の鄒市明と対戦し、12回3-0（116-111、116-111、116-111）の判定勝ちを収め3度目の防衛に成功した。
2015年6月27日、バンコクのフアマーク・インドアスタジアムで元IBF世界ライトフライ級王者でIBF世界フライ級1位の指名挑戦者ジョンリル・カシメロと対戦し、2回と7回にダウンを奪い、11回にはホールディングで減点されるが、12回3-0（116-110、115-110、113-112）の判定勝ちを収め4度目の防衛に成功した。
試合後IBFからジョンリル・カシメロとマックウィリアムズ・アローヨの抗議に基づきアローヨとカシメロとの再戦指令を受けた。
2015年12月7日、プラチュワップキーリーカン県フアヒン郡のフアヒン・センテニアル・クラブでIBF世界フライ級10位李明浩（大阪帝拳ジム）と対戦し、12回3-0（2者が117-109、118-108）の判定勝ちを収め5度目の防衛に成功した。試合後IBFは1位のカシメロとの再戦指令を発令した。
2016年5月25日、IBFからの再戦指令に基づき北京の北京国家体育場内ダイヤモンド・スタジアムで北京で行われるIBF年次総会のメインイベントでIBF世界フライ級1位のジョンリル・カシメロと再戦し、プロ初黒星となる4回2分10秒KO負けを喫し6度目の防衛に失敗、王座から陥落した。万里の長城で公開された前日計量ではアムナットとカシメロが共に体重を超過し失格になるところだったが、結局プロモーションでの撮影だったことが判明。ホテル内で計量を再度行いアムナットとカシメロ共にリミットでパスをして事なきを得た。

#### リオデジャネイロオリンピック
2016年7月、プロボクサーの出場が解禁されたリオデジャネイロオリンピックの出場権を獲得するため、APB & WSB最終予選にライト級(60kg)で出場し、決勝で敗退するがオリンピック出場権を獲得。
2016年8月、ブラジルのリオデジャネイロで開催されたリオデジャネイロオリンピックにライト級(60kg)で出場し、2回戦で敗退。

#### ムエタイ復帰
2016年12月24日、タイで行われた「THAI FIGHT」でムエタイに復帰。62kg契約でロシア人選手アルバート・アミルザニャンと対戦し勝利をあげる。
2017年2月12日、大田区総合体育館で行われた「KNOCK OUT vol.1」で那須川天心と56.5kg契約で対戦して4ラウンドにパンチのコンビーネーションからボディーショットでKO負けを喫した。

#### ボクシング復帰
2017年8月26日、ボクシング復帰戦を3回TKO勝利。
2019年2月8日、ペッバーンボーン・ゴーキャットジムと対戦し、6回判定勝ちを収めた。
2020年4月4日、シーサケット・ソー・ルンヴィサイと対戦することが決まっていたが新型コロナウイルスの影響で試合延期になった。
2020年8月1日、シーサケット・ソー・ルンヴィサイと120ポンド（54.4kg）契約10回戦で対戦し、判定負けを喫した。

## 獲得タイトル
- IBFアジアフライ級王座
- IBFパンパシフィックフライ級王座
- IBF世界フライ級王座（防衛5）